# Temporada 2009 del fútbol ecuatoriano
La Temporada 2009 del fútbol ecuatoriano abarca todas las actividades relativas a campeonatos de fútbol profesional, nacionales e internacionales, disputados por clubes ecuatorianos, y por las selecciones nacionales de este país, en sus diversas categorías, durante 2009.
| Categoría         | Campeonato               | Campeón                                          | Título     |
| ----------------- | ------------------------ | ------------------------------------------------ | ---------- |
| Serie A           | Campeonato Nacional 2009 | Sociedad Deportivo Quito                         | 4to Título |
| Serie B           | Anual 2009               | Club Social y Deportivo Independiente José Terán | 1er Título |
| Segunda Categoría | Segunda Categoría 2009   | Club Deportivo Universidad Técnica de Cotopaxi   | 1er Título |

## Torneos locales (Campeonatos regulares)

### Serie A

#### Primera Etapa
Clasificación
|     | Equipo                | PTS | PJ | PG | PE | PP | GF | GC | DG  | BON |
| --- | --------------------- | --- | -- | -- | -- | -- | -- | -- | --- | --- |
| 1º  | Emelec                | 43  | 22 | 13 | 4  | 5  | 30 | 17 | +13 | 3   |
| 2º  | Liga de Quito         | 42  | 22 | 12 | 6  | 4  | 44 | 20 | +24 | 2   |
| 3º  | Macará                | 34  | 22 | 10 | 4  | 8  | 28 | 26 | +2  | 1   |
| 4º  | Olmedo                | 33  | 22 | 9  | 6  | 7  | 28 | 25 | +3  | 0   |
| 5º  | Espoli                | 33  | 22 | 10 | 3  | 9  | 29 | 29 | ±0  | 0   |
| 6º  | El Nacional           | 29  | 22 | 8  | 5  | 9  | 24 | 21 | +3  | 0   |
| 7º  | Deportivo Quito       | 28  | 22 | 8  | 4  | 10 | 18 | 21 | -3  | 0   |
| 8º  | Liga de Portoviejo    | 28  | 22 | 8  | 4  | 10 | 22 | 35 | -13 | 0   |
| 9º  | Barcelona             | 26  | 22 | 7  | 5  | 10 | 19 | 21 | -2  | 0   |
| 10º | Deportivo Cuenca      | 26  | 22 | 8  | 2  | 12 | 25 | 31 | -6  | 0   |
| 11º | Técnico Universitario | 24  | 22 | 6  | 6  | 10 | 29 | 41 | -12 | 0   |
| 12º | Manta F.C.            | 23  | 22 | 6  | 5  | 11 | 15 | 24 | -9  | 0   |

|  | Clasifica a la Copa Sudamericana 2009 y a Tercera Etapa. |
|  | Clasifica a la Tercera Etapa.                            |

#### Segunda Etapa

##### Grupo 1
Clasificación
|    | Equipo             | PTS | PJ | PG | PE | PP | GF | GC | DG  | BON |
| -- | ------------------ | --- | -- | -- | -- | -- | -- | -- | --- | --- |
| 1º | Liga de Quito      | 22  | 12 | 6  | 4  | 2  | 18 | 10 | +8  | 1   |
| 2º | Deportivo Cuenca   | 18  | 12 | 4  | 6  | 2  | 13 | 11 | +2  | 0   |
| 3º | El Nacional        | 15  | 12 | 4  | 3  | 5  | 17 | 11 | +6  | 0   |
| 4º | Barcelona          | 15  | 12 | 3  | 6  | 3  | 14 | 16 | -2  | 0   |
| 5º | Macará             | 12  | 12 | 2  | 6  | 4  | 11 | 12 | -1  | 0   |
| 6º | Liga de Portoviejo | 11  | 12 | 3  | 2  | 7  | 8  | 20 | -12 | 0   |

|  | Clasifica a la Tercera Etapa. |

##### Grupo 2
Clasificación
|    | Equipo                | PTS | PJ | PG | PE | PP | GF | GC | DG  | BON |
| -- | --------------------- | --- | -- | -- | -- | -- | -- | -- | --- | --- |
| 1º | Deportivo Quito       | 23  | 12 | 7  | 2  | 3  | 14 | 8  | +6  | 1   |
| 2º | Manta F.C.            | 21  | 12 | 6  | 3  | 3  | 17 | 13 | +4  | 0   |
| 3º | Emelec                | 18  | 12 | 5  | 3  | 4  | 17 | 12 | +5  | 0   |
| 4º | Olmedo                | 18  | 12 | 4  | 6  | 2  | 14 | 12 | +2  | 0   |
| 5º | Espoli                | 13  | 12 | 4  | 1  | 7  | 13 | 20 | -7  | 0   |
| 6º | Técnico Universitario | 7   | 12 | 1  | 4  | 7  | 13 | 24 | -11 | 0   |

|  | Clasifica a la Tercera Etapa. |

#### Tabla acumulada
Clasificación
|     | Equipo                | PTS | PJ | PG | PE | PP | GF | GC | DG  |
| --- | --------------------- | --- | -- | -- | -- | -- | -- | -- | --- |
| 1º  | Emelec                | 73  | 42 | 21 | 10 | 11 | 62 | 30 | +32 |
| 2º  | Liga de Quito         | 73  | 42 | 20 | 13 | 9  | 47 | 29 | +18 |
| 3º  | Olmedo                | 51  | 40 | 13 | 12 | 9  | 42 | 37 | +5  |
| 4º  | Deportivo Quito       | 51  | 40 | 15 | 6  | 13 | 32 | 29 | +3  |
| 5º  | Macará                | 46  | 40 | 12 | 10 | 11 | 38 | 37 | +1  |
| 6º  | Espoli*               | 46  | 40 | 14 | 4  | 16 | 42 | 49 | -7  |
| 7º  | El Nacional           | 44  | 40 | 12 | 8  | 14 | 41 | 32 | +9  |
| 8º  | Deportivo Cuenca      | 44  | 40 | 12 | 8  | 14 | 38 | 42 | -4  |
| 9º  | Manta F.C.            | 44  | 40 | 15 | 8  | 14 | 32 | 37 | -5  |
| 10º | Barcelona             | 41  | 40 | 10 | 11 | 13 | 32 | 36 | -4  |
| 11º | Liga de Portoviejo    | 39  | 40 | 11 | 6  | 17 | 30 | 55 | -25 |
| 12º | Técnico Universitario | 31  | 40 | 7  | 10 | 15 | 42 | 65 | -23 |

(*) Clasifica por mejor puntaje en el Acumulado
|  | Clasificaron a Grupo 1.     |
|  | Clasificaron a Grupo 2.     |
|  | Desciendieron a la Serie B. |

#### Tercera Etapa

##### Grupo 1
Clasificación
|    | Equipo          | PTS | PJ | PG | PE | PP | GF | GC | DG | Bon | Total |
| -- | --------------- | --- | -- | -- | -- | -- | -- | -- | -- | --- | ----- |
| 1º | Deportivo Quito | 14  | 6  | 4  | 2  | 0  | 8  | 0  | +8 | 1   | 15    |
| 2º | Liga de Quito   | 6   | 6  | 1  | 3  | 2  | 4  | 2  | +2 | 3   | 9     |
| 3º | Macará          | 6   | 6  | 1  | 3  | 2  | 2  | 3  | -1 | 1   | 7     |
| 4º | Manta F.C.      | 5   | 6  | 1  | 2  | 3  | 1  | 10 | -9 | 0   | 5     |

|  | Clasifica a la Final.                    |
|  | Clasifica a Partido por el Tercer Lugar. |

##### Grupo 2
Clasificación
|    | Equipo           | PTS | PJ | PG | PE | PP | GF | GC | DG | Bon | Total |
| -- | ---------------- | --- | -- | -- | -- | -- | -- | -- | -- | --- | ----- |
| 1º | Deportivo Cuenca | 16  | 6  | 5  | 1  | 0  | 8  | 3  | +5 | 0   | 16    |
| 2º | Emelec           | 6   | 6  | 1  | 3  | 2  | 4  | 6  | -2 | 3   | 9     |
| 3º | Olmedo           | 7   | 6  | 2  | 1  | 3  | 8  | 8  | ±0 | 0   | 7     |
| 4º | Espoli           | 3   | 6  | 0  | 3  | 3  | 1  | 4  | -3 | 0   | 3     |

|  | Clasifica a la Final.                    |
|  | Clasifica a Partido por el Tercer Lugar. |

#### Finales

##### Tercer lugar
| 29 de noviembre de 2009 | Emelec             | 1:0 (1:0) | Liga de Quito | Estadio George Capwell, Guayaquil                      |                                                        |
|                         | Hernán Peirone 10' |           |               | Asistencia: 12.000 espectadores Árbitro(s): Omar Ponce | Asistencia: 12.000 espectadores Árbitro(s): Omar Ponce |

| 7 de diciembre de 2009 | Liga de Quito | 0:1 (0:0) | Emelec         | Estadio Casa Blanca, Quito                                 |                                                            |
|                        |               |           | Joao Rojas 83' | Asistencia: 22.000 espectadores Árbitro(s): Miguel Hidalgo | Asistencia: 22.000 espectadores Árbitro(s): Miguel Hidalgo |

- Emelec ganó 2-0 en el marcador global.

##### Final
| 29 de noviembre de 2009 | Deportivo Cuenca  | 1:1 (0:0) | Deportivo Quito    | Estadio Alejandro Serrano Aguilar, Cuenca                 |                                                           |
|                         | Diego Ianiero 76' |           | Marcos Pirchio 58' | Asistencia: 20.730 espectadores Árbitro(s): Tomás Alarcón | Asistencia: 20.730 espectadores Árbitro(s): Tomás Alarcón |

| 5 de diciembre de 2009 | Deportivo Quito                           | 3:2 (0:0) | Deportivo Cuenca                          | Estadio Olímpico Atahualpa, Quito                       |                                                         |
|                        | Daniel Mina 69' · Michael Arroyo 73', 87' |           | Edison Preciado 80' · Ismael Villalba 82' | Asistencia: 40.000 espectadores Árbitro(s): Carlos Vera | Asistencia: 40.000 espectadores Árbitro(s): Carlos Vera |

- Deportivo Quito ganó 4-3 en el marcador global.

### Serie B

#### Primera Etapa
Clasificación
|     | Equipo                   | PTS | PJ | PG | PE | PP | GF | GC | DG  |
| --- | ------------------------ | --- | -- | -- | -- | -- | -- | -- | --- |
| 1º  | Universidad Católica     | 35  | 18 | 10 | 5  | 3  | 34 | 16 | +18 |
| 2º  | Independiente José Terán | 34  | 18 | 9  | 7  | 2  | 38 | 18 | +20 |
| 3º  | Grecia                   | 29  | 18 | 8  | 5  | 5  | 24 | 26 | -2  |
| 4º  | Deportivo Azogues        | 27  | 18 | 8  | 3  | 7  | 26 | 21 | +5  |
| 5º  | Imbabura SC              | 27  | 18 | 7  | 6  | 5  | 23 | 22 | +1  |
| 6º  | Municipal de Cañar       | 22  | 18 | 6  | 4  | 8  | 20 | 21 | -1  |
| 7º  | LDU de Loja              | 22  | 18 | 6  | 4  | 8  | 18 | 26 | -8  |
| 8º  | Aucas                    | 18  | 18 | 4  | 6  | 8  | 21 | 26 | -5  |
| 9º  | Atlético Audaz           | 17  | 18 | 4  | 5  | 9  | 12 | 26 | -14 |
| 10º | Rocafuerte FC            | 15  | 18 | 4  | 3  | 11 | 18 | 32 | -14 |

#### Segunda Etapa
Clasificación
|     | Equipo                   | PTS | PJ | PG | PE | PP | GF | GC  | DG  |
| --- | ------------------------ | --- | -- | -- | -- | -- | -- | --- | --- |
| 1º  | Independiente José Terán | 37  | 18 | 11 | 4  | 3  | 37 | 18  | +19 |
| 2º  | Universidad Católica     | 32  | 18 | 10 | 2  | 6  | 31 | 20  | +11 |
| 3º  | Grecia                   | 29  | 18 | 8  | 5  | 5  | 28 | 26  | +2  |
| 4º  | Imbabura SC              | 23  | 18 | 6  | 5  | 7  | 22 | 19  | +3  |
| 5º  | Rocafuerte FC            | 23  | 18 | 6  | 5  | 7  | 21 | 20  | +1  |
| 6º  | LDU de Loja              | 23  | 18 | 6  | 5  | 7  | 25 | 25  | 0   |
| 7º  | Atlético Audaz           | 22  | 18 | 6  | 4  | 8  | 17 | 237 | -10 |
| 8º  | Municipal de Cañar       | 20  | 18 | 5  | 5  | 8  | 16 | 22  | -6  |
| 9º  | Aucas                    | 20  | 18 | 5  | 5  | 8  | 21 | 29  | -8  |
| 10º | Deportivo Azogues        | 20  | 18 | 6  | 2  | 10 | 20 | 32  | -12 |

#### Tabla acumulada
Clasificación
|     | Equipo                   | PTS | PJ | PG | PE | PP | GF | GC | DG  |
| --- | ------------------------ | --- | -- | -- | -- | -- | -- | -- | --- |
| 1º  | Independiente José Terán | 71  | 36 | 20 | 11 | 5  | 76 | 37 | +39 |
| 2º  | Universidad Católica     | 67  | 36 | 20 | 7  | 9  | 65 | 36 | +29 |
| 3º  | Grecia                   | 55  | 36 | 15 | 10 | 11 | 52 | 54 | -2  |
| 4º  | Imbabura SC              | 50  | 36 | 13 | 11 | 12 | 45 | 41 | +4  |
| 5º  | Deportivo Azogues        | 47  | 36 | 14 | 5  | 17 | 46 | 53 | -7  |
| 6º  | LDU de Loja              | 45  | 36 | 12 | 9  | 15 | 43 | 51 | -8  |
| 7º  | Municipal de Cañar       | 42  | 36 | 11 | 9  | 16 | 36 | 43 | -7  |
| 8º  | Rocafuerte FC            | 41  | 36 | 11 | 8  | 17 | 39 | 50 | -11 |
| 9º  | Atlético Audaz           | 39  | 36 | 10 | 9  | 17 | 29 | 53 | -24 |
| 10º | Aucas                    | 38  | 36 | 9  | 11 | 16 | 42 | 55 | -13 |

|  | Asciende directamente a la Serie A |
|  | Desciende a la Segunda Categoría   |

### Segunda Categoría

#### Zona Norte
Grupo A
|    | Equipo        | PTS | PJ |
| -- | ------------- | --- | -- |
| 1° | U.T.E.        | 24  | 10 |
| 2° | Águilas       | 22  | 10 |
| 3° | Politécnico   | 13  | 9  |
| 4° | Teodoro Gómez | 10  | 9  |
| 5° | Juventus      | 9   | 10 |
| 6° | Caribe Junior | 5   | 10 |

Grupo B
|    | Equipo                   | PTS | PJ |
| -- | ------------------------ | --- | -- |
| 1° | Municipal                | 23  | 10 |
| 2° | Delfín S.C.              | 17  | 10 |
| 3° | Valle del Chota          | 13  | 9  |
| 4° | Cuniburo F.C.            | 11  | 9  |
| 5° | Centro Juvenil Deportivo | 10  | 9  |
| 6° | Consejo Provincial       | 3   | 9  |

#### Zona Centro
Grupo A
|     | Equipo        | PTS | PJ |
| --- | ------------- | --- | -- |
| 1.° | UTC           | 26  | 10 |
| 2.° | San Camilo    | 15  | 10 |
| 3.° | Unibolívar    | 13  | 9  |
| 4.° | San Pedro     | 9   | 9  |
| 5.° | Bahía Juvenil | 8   | 10 |
| 6.° | Pelileo S. C. | 6   | 10 |

Grupo B
|     | Equipo            | PTS | PJ |
| --- | ----------------- | --- | -- |
| 1.° | Deportivo Quevedo | 20  | 10 |
| 2.° | Mushuc Runa       | 19  | 10 |
| 3.° | Gremio            | 17  | 9  |
| 4.° | Star Club         | 12  | 9  |
| 5.° | Deportivo Puyo    | 11  | 9  |
| 6.° | LDE de Latacunga  | 3   | 9  |

#### Zona Sur
Grupo A
|    | Equipo             | PTS | PJ |
| -- | ------------------ | --- | -- |
| 1° | River Plate EC     | 25  | 10 |
| 2° | Huaquillas F.C.    | 25  | 10 |
| 3° | Deportivo Sucúa    | 13  | 9  |
| 4° | Gualaceo S.C.      | 8   | 9  |
| 5° | C.S.D. Buffalos    | 7   | 10 |
| 6° | Deportistas Amigos | 3   | 10 |

Grupo B
|    | Equipo          | PTS | PJ |
| -- | --------------- | --- | -- |
| 1° | Panamá S.C.     | 27  | 10 |
| 2° | Tecni Club      | 27  | 10 |
| 3° | Audaz Octubrino | 11  | 9  |
| 4° | Deportivo Macas | 10  | 9  |
| 5° | U.T.P. de Loja  | 7   | 9  |
| 6° | Uniban          | 3   | 9  |

#### Hexagonal Final
Clasificación
|    | Equipo            | PTS | PJ | PG | PE | PP | GF | GC | DG  |
| -- | ----------------- | --- | -- | -- | -- | -- | -- | -- | --- |
| 1° | U.T. de Cotopaxi  | 20  | 10 | 6  | 2  | 2  | 18 | 9  | +9  |
| 2° | River Plate       | 20  | 10 | 6  | 2  | 2  | 13 | 4  | +9  |
| 3° | U.T. Equinoccial  | 15  | 10 | 4  | 3  | 3  | 12 | 13 | -1  |
| 4° | Deportivo Quevedo | 13  | 10 | 4  | 1  | 5  | 13 | 12 | +1  |
| 5° | Panamá S.C.       | 13  | 10 | 4  | 1  | 5  | 17 | 17 | 0   |
| 6° | Municipal         | 3   | 10 | 0  | 3  | 7  | 6  | 24 | -18 |

|  | Ascendidos a la Serie B de Ecuador. |

## Ascensos y descensos
| Categorías                | Equipos descendidos                      | Equipos ascendidos                                    |
| ------------------------- | ---------------------------------------- | ----------------------------------------------------- |
| Serie A Serie B           | Liga de Portoviejo Técnico Universitario | Independiente José Terán Universidad Católica         |
| Serie B Segunda Categoría | S.D. Aucas                               | U.T. de Cotopaxi River Plate Ecuador U.T. Equinoccial |

## Torneos internacionales
Véase además Anexo:Clubes ecuatorianos en torneos internacionales

### Copa Libertadores
|  |    | Equipo           | Fase final             | PTS | PJ | PG | PE | PP | GF | GC | DG |
|  | -- | ---------------- | ---------------------- | --- | -- | -- | -- | -- | -- | -- | -- |
|  | 1° | Deportivo Cuenca | Octavos de final       | 16  | 10 | 5  | 1  | 4  | 14 | 11 | +3 |
|  | 2° | Deportivo Quito  | Segunda fase (Grupo 5) | 8   | 6  | 2  | 2  | 2  | 6  | 9  | -3 |
|  | 3° | Liga de Quito    | Segunda fase (Grupo 1) | 4   | 6  | 1  | 1  | 4  | 6  | 13 | -7 |
|  | 4° | El Nacional      | Primera fase           | 1   | 2  | 0  | 1  | 1  | 3  | 8  | -5 |

### Copa Sudamericana
|  |    | Equipo        | Fase final       | PTS | PJ | PG | PE | PP | GF | GC | DG  |
|  | -- | ------------- | ---------------- | --- | -- | -- | -- | -- | -- | -- | --- |
|  | 1° | Liga de Quito | Final Campeón    | 18  | 10 | 5  | 3  | 2  | 23 | 10 | +13 |
|  | 2° | C.S. Emelec   | Octavos de final | 9   | 4  | 3  | 0  | 1  | 5  | 4  | +1  |